# Случай с бегемотом
«Случай с бегемотом» — советский рисованный мультипликационный фильм, снятый на киностудии «Союзмультфильм» в 1988 году.

## Сюжет
Бегемот и его приятель Пингвин приходят на представление в театр. Собака ездит на моноцикле и жонглирует кольцами, хамелеон — иллюзионист, показывает завораживающие фокусы, страусы потрясающе танцуют чечётку. Зрители бросают на арену цветы. Представление так поражает воображение Бегемота, что он решает выступить сам, со своим номером, без всякой подготовки. Бегемот в пляске ломает декорации на арене, приводит публику в ужас. Зал стремительно пустеет. Зрители разбегаются. От обиды бегемот топает и разносит всё здание цирка.

## Съёмочная группа
| автор сценария              | Галина Лебедева                                                                                              |
| кинорежиссёр                | Людмила Кошкина                                                                                              |
| художник-постановщик        | Александр Гурьев                                                                                             |
| кинооператор                | Кабул Расулов                                                                                                |
| композитор                  | Николай Соколов                                                                                              |
| звукооператор               | Владимир Кутузов                                                                                             |
| художники-мультипликаторы:  | Александр Мазаев, Александр Дорогов, Галина Зеброва, Юрий Мещеряков, Андрей Игнатенко, Владимир Вышегородцев |
| монтажёр                    | Изабелла Герасимова                                                                                          |
| ассистент режиссёра         | Людмила Морозова                                                                                             |
| художники:                  | Елена Гагарина, Светлана Скребнёва, Людмила Бирюкова                                                         |
| редактор                    | Татьяна Папорова                                                                                             |
| директор съёмочной группы   | Любовь Бутырина                                                                                              |
| художественный руководитель | Роман Качанов                                                                                                |